# Document Output management
Document Output Management eller blot Output Management er betegnelsen for løsninger, der både skaber, distribuerer og arkiverer dokumenter fra et IT-system, oftest et ERP system, og sikrer afsendelsen af dokumenterne i rette format. Det rette format kan være papir-, PDF, XML, UBL, EDI, SMS og database eller webservice -orienteret.
Dokumenttyperne er ofte : fakturaer, kontoudtog, følgesedler, labels, produktanvisninger, breve, bilag.
Føde systemer eller ERP systemener kan f.eks være Microsoft Dynamics 365F&SCM, SAP R/4, Oracle, Infor M3 og mange flere.

## Document Output Management versus Document Creation løsninger
Der findes en række softwareløsninger, der kan anvendes til at designe og producere dokumenter. I modsætning til Document Creation løsninger kan rigtige Output management løsninger desuden integreres med flere datakilder, udtrække data via en connector, samkøre dokumenter samt sikre en bedre og mere stabil drift ved spidsbelastninger af det primære fødesystem, typisk ERP systemet.
Der er en række årsager til, at vælge et Output Management system fremfor blot at kode dokumenterne i føde systemet eller i ERP systemet.

### Tekniske årsager
- Aflastning af ERP systemet
- Integration til flere systemer (Enterprise Output Management)
- Håndtering af lokale formater eller branchestandarder
- IT-sikkerhed
- Compliance i forhold til ændringer af ERP systemet (f.eks Microsofts Evergreen)

### Projektmæssige årsager
- Anvendelse af Best Practices fra ekstern leverandør
- Hurtig fremdrift
- Outsourcing på ressourceområdet
- Genveje i forhold indførelse eller opgradering af fødesystem eller ERP system
- Mindre afhængighed af en enkelt leverandør

### Økonomiske årsager
- Overholdelse af estimater i data eller ERP projektet
- Billigere at anvende spidskompetence
- Centralisering af virksomhedens layout og Output Management i eet system
- Automatisering af arbejdsgange
- Ofte flere kilder til business casen

### Driftsmæssige årsager
- Afvikling af Document Output Management udenfor føde systemet eller ERP systemet aflaster dette
- Sikring af drift uanset opgradering af ERP systemet
- Mulighed for at kunne lave dokumenter eller labels offline, hvis en forbindelse til Internettet er nede.
- Adgang til specialiserede ressourcer med opdateret viden om formater og ændringer i kunde kommunikation.
- Mulighed for selv at vedligeholde løsningen, uden at programmere i føde systemet eller ERP systemet

### Andre anvendelsesområder hos virksomheder
- Kontroller og dokumentsikkerhed
- Sporbarhed
- Fejlovervågning i produktionen
- Tolddokumenter
- e-mail skabeloner
- Medlemskommunikation og nyhedsbreve
- Prislister
- Tilbud med billeder
- Produktark og styklister
- Håndtering af flere brands og virksomhedsnavne
- EDI integrationer til Amazon og andre E-handels portaler
- Elektronisk fakturering
- Interne rapporter
- Arkivering i flere systemer
- Flytning af data eller dokumenter
- Input Management eller indgående dokumenter til føde systemet

### En Document Output Management løsning består typisk af
- Analyse af dokument og forretningskrav
- Best Practice værktøjer og skabeloner
- Erfarne konsulenter eller uddannelse til implementering
- Et software værktøj
- Support og Application Management Services